# Krnča
Krnča (Hongaars: Kerencs, Duits: Krentz) is een Slowaakse gemeente in de regio Nitra, en maakt deel uit van het district Topoľčany.
Krnča telt 1.297 inwoners.